# Erythrus palliatus
Erythrus palliatus är en skalbaggsart som först beskrevs av Lansberge 1884.  Erythrus palliatus ingår i släktet Erythrus och familjen långhorningar. Inga underarter finns listade i Catalogue of Life.